# Chaumont, Cher

Chaumont este o comună în departamentul Cher, Franța. În 1 ianuarie 2022 avea o populație de 46 de locuitori.